# Живојин Марковић
Живојин Жика Марковић (1911 — Млечњак на Рогозни, 24. јун 1945) је био мајор Југословенске војске и командант Другог косовског корпуса Југословенске војске у Отаџбини.

## Биографија

### Почетак борби
У јулу 1941. године, капетан Војислав Лукачевић је као изасланик пуковника Михаиловића, одржао састанак у Грачаници са истакнутим косовскометохијским Србима, ради припреме и организовања оружаних снага на овом терену. Састанку су присуствовали приштински лекар др Никола Радојевић, капетан Жика Марковић, Лазар Милосављевић и Михаило Поповић. Одлучено је да капетан Марковић буде војни организатор покрета.

### Други косовски корпус
Негде на пролеће 1943. године, капетан Марковић је основао Други косовски корпус, а његов штаб сместио у селу Копориће на југу Копаоника. Зона одговорности корпуса укључивала је срезове митровачки, пећки, ибарски, дренички и вучитрнски. Корпус је у једном тренутку био најбројнији корпус Југословенске војске у Отаџбини на територији окупиране Србије, бројећи око 1700 припадника, односно 1000 под оружјем. У штабу се налазила и британска војна мисија на челу са капетаном Џорџом Муром. Корпус је издавао и лист Српско Косово.
Септембра 1943. године, Марковић је самоиницијативно сачинио један програмски текст од 18 тачака о послератном уређењу Косова и Метохије.

Дана 15. марта 1944. године, упутио је опсежан извештај генералу Михаиловићу о стању на Косову и Метохији:
Пожари српских домова и целих села и свакодневни јауци жртава, толико су заситили небо над крвавом косовском земљом, да је застајао дах и ледиле се жиле преживелом робљу. Под терором албанских и италијанских власти страдају чланови Националног комитета у Приштини. Из дана у дан, терор Арнаута расте. Огањ, јауци. Животи се гасе, сузе натапају свету земљу. Косово, Метохија, Дреница, Ибар и Колашин грцају. Насељеници уколико нису протерани непосредно за време и после слома, под ужасним притиском напуштају своје домове и беже у Србију. И они домородци, којима је живот угрожен више него другима, исто тако траже спаса за границом, увећавајући тако легију Изгнаника, расуту по братским крајевима.— капетан Живојин Жика Марковић

На Ђурђевдан 6. маја 1944. године, капетан Марковић је на Копаонику одржао смотру Другог косовског корпуса и полагање заклетве нових регрута. Током јуна, припадници Другог косовског корпуса су спасили једног обореног америчког ваздухопловног поручника, који је одмах пребачен код капетана Марковића у штаб, где су водили дуге разговоре о војно-политичкој ситуацији. Средином године долази и до првих сукоба са партизанима. Капетан Марковић се лично ангажовао и од стрељања спасао 7 заробљених партизана од стране команданта Јаворског корпуса Радомира Цветића. на иницијативу локалних команданата. Касније је и сам прихватио борбу против партизана услед њиховог силовитог продора, коју је раније избегавао свестан да већину њихових група чине српске избеглице са Косова и Метохије. По доласку Црвене армије, послао је писмо једном њеном команданту и тражио да се заузме и заустави нападе партизана на његове снаге, а писмо је завршио речима: „Живела наша браћа и савезници Руси!” После Нишке операције, бугарске снаге су нападале положаје капетана Марковића.
Мајор Марковић је на јесен 1944. године, наредио да Други косовски корпус постави заседу немачкој колони која се повлачила из Грчке. Заседа је у дужини од једног километра постављена на планини Рогозни, која је била део најкраћег пута од Косовске Митровице до Новог Пазара. Немачка команда је веровала да им Марковић штити пролаз на овом сектору. Када је пристигла немачка колона са између 60 и 70 коњских коња на којима је било од 10 до 12 војника, отворили су ватру у којој је погинуо значајан број немачких војника. У тренутку напада, у колони се налазило и око 30 заробљених савезничких војника (11 Американаца, 3 Енглеза, 2 Руса, неколико Грка и Бугара), који су по почетку пуцњаве легли на земљу. Процењује се да је у Марковићевим нападима на немачке снаге у овом периоду, убијено око 800 немачких официра и војника.

### Погибија
Убијен је на спавању 24. јуна 1945. године на Млечњаку на планини Рогозни, од стране извесне учитељице Виријевић из Сочанице.